# لشکر ۱۰۲ پیاده (ایالات متحده آمریکا)
لشکر ۱۰۲ پیاده ایالات متحده آمریکا (انگلیسی: 102nd Infantry Division) لشکر پیاده‌نظام آموزشی نیروی زمینی ایالات متحده آمریکا و تحت امر ذخیره نیروی زمینی ایالات متحده آمریکا است، که در سال ۱۹۲۱ تأسیس شد.

## تاریخچه

### تأسیس لشکر
این لشکر در ۲۴ ژوئن ۱۹۲۱ در سنت لوئیس، میسوری تأسیس شد و واحدهای تابعه لشکر در سراسر ایالت‌های آرکانزاس و میزوری پراکنده بودند. این لشکر عمدتاً از افسرانی تشکیل می‌شد که از طریق سپاه آموزش افسران ذخیره از کالج‌ها و دانشگاه‌های ایالت‌های تعیین‌شده آموزش دیده بودند و اساساً یک کادر افسری با تعداد کمی نیروی جدید باقی ماند و تا جنگ جهانی دوم نقش مهمی ایفا نکرد.
در دهه‌های ۱۹۲۰ و ۱۹۳۰، هری ترومن فرماندهی گردان اول، هنگ توپخانه ۳۷۹ لشکر را بر عهده داشت و پس از ارتقاء به درجه سرهنگی، برای مدتی فرماندهی این هنگ را بر عهده داشت.

### جنگ جهانی دوم
در ۱۵ سپتامبر ۱۹۴۲، این لشکر تحت فرماندهی جان اندرسون در کمپ ماکسی، تگزاس فعال شد و شامل هنگ‌های ۴۰۵، ۴۰۶ و ۴۰۷ بود. در ۲۳ اکتبر ۱۹۴۴، این لشکر در شربورگ فرانسه پیاده شد و تا پایان اکتبر، در مرز هلند و آلمان مستقر شد. این لشکر در حمله متفقین غربی به آلمان، از جمله عملیات نارنجک، شرکت کرد و سپس در اشغال راینلند شرکت داشت. سپس این لشکر به سمت رودخانه البه پیشروی کرد، جایی که متوقف شد و در اوایل ماه مه ۱۹۴۵ با لشکر ۱۵۶ شوروی روبرو شد. در طول نبرد، این لشکر ۹۳۲ کشته و ۳۶۶۸ زخمی داد. پس از جنگ، این لشکر به ایالات متحده بازگشت و در ۱۵ مارس ۱۹۴۶ در نیوجرسی غیرفعال شد.

### پس از جنگ
در ۲۲ اکتبر ۱۹۴۶، این لشکر دوباره تشکیل شد و تحت فرماندهی ارتش پنجم قرار گرفت. این لشکر تا زمان انحلال در ۳۱ دسامبر ۱۹۶۵ از سنت لوئیس، میسوری فعالیت می‌کرد.
این لشکر در ۱۶ سپتامبر ۲۰۰۸ به عنوان لشکر آموزشی ۱۰۲ دوباره فعال شد؛ و ستاد فرماندهی آن همزمان در فورت اسنلینگ، مینه سوتا فعالیت می‌کرد. مکان این لشکر در ۱ آوریل ۲۰۱۷ به فورت لئونارد وود، میسوری تغییر یافت.